# Заитов, Ринат Рифхатович
Рина́т Рифха́тович Заи́тов (каз. Ринат Рифхатұлы Зайытов, род. 14 ноября 1983, в г. Аягоз) —  казахстанский государственный деятель, депутат Мажилиса Парламента РК, казахский акын (поэт-импровизатор). 
По профессии является актёром и преподавателем казахского языка и литературы. Начиная с 2001 года принимал участие и становился победителем во множествах айтысов. Заитов является автором слов множества популярных песен на казахском языке.

## Биография
Происходит из рода мурын племени найман.
Ринат Заитов родился 14 ноября 1983 года в районном центре Аягуз Восточно-Казахстанской области в семье Рифхата Заитулы. Ринат окончил музыкальный колледж имени М. Тулебаева по профессии «актёр драматического театра». Затем поступил в Государственный педагогический институт в Семее (бывш. Семипалатинск) и получил специальность преподавателя казахского языка и литературы.
Ринат Заитов работал в Театре молодёжи Семея, участвовал в айтысах с 17-летнего возраста (с 2001 года) и был победителем многих конкурсов. Он является автором слов множества популярных песен на казахском вроде «Ізін көрем», с которой Жанар Дугалова одержала победу на Turkvision 2014, «Туған жер» группы КешYou, «Тәттімсің» певца Беркута, «От от жанарым» Бейбита Коргана и др.
В конце 2013 года в социальных сетях широко распространилась запись с творческого вечера Рината Заитова в марте того же года, где он критикует множество аспектов современного Казахстана и действия Нурсултана Назарбаева. «Слова, не показанные по телевидению» набрали сотни тысяч просмотров на видеохостинге YouTube и породили массу слухов среди казахстанцев о том, что его «посадили в тюрьму на улице Сейфуллина в Алма-Ате», «порезали ножом» или вовсе «застрелили». Из-за этого он был вынужден выступить с опровержением всяческих слухов в эфире телепередачи «Информбюро» на «31 канале».
10 июня 2019 года после проведения президентских выборов, Ринат Заитов был задержан правоохранительными органами возле ледового дворца «Алматы Арена» в Алма-Ате, где он заявил о планах создать политическую партию. После проведения праворазъяснительной беседы, Заитов был отпущен домой. Спустя некоторое время перед зданием департамента полиции собрались граждане, пожелавшие встречи с гражданином Заитовым. После их информирования о том что Заитов находится дома, расходиться не пожелали. По требованию правоохранительных органов Заитова доставили из дому к месту сбора граждан, где он выступил, призвав не нарушать закон, выполнять законные требования сотрудников правоохранительных органов и попросил их разойтись по домам и не поддаваться на провокации.
В 2023 году предложил сократить в Казахстане часы русского языка в школах.
В 2024 г. призвал начать преследовать феминисток и ЛГБТ граждан республики Казахстан.

## Участие в айтысах
Во время айтыса на тему «Тәуелсіз елдің таңы жарық», проходившего со 2 по 4 декабря 2011 года в Астане, Ринат Заитов состязался с киргизским поэтом-импровизатором Аалы Туткучевым. В ходе айтыса Ринат несколько раз лестно отозвался о деятельности президента Казахстана и правительства в целом. В последующем он объяснил свой поступок тем, что «если бы стал поносить Казахстан перед киргизским акыном, его слова „я люблю свою страну“ были бы ложью» и «не мог сказать „Казахстан плохой“, когда среди 1500 зрителей в зале присутствовал десяток представителей других государств».
В 2012 году Ринат Заитов объявил о том, что он не будет участвовать в айтысах «по причине несогласия с современной системой оценки участников». Некоторые связывают его уход, а также уход некоторых других акынов со сцены, с критикой действующей власти и лично Нурсултана Назарбаева в своих выступлениях. В ходе онлайн-конференции в феврале 2012 года Ринат сказал, что «никто никакого давления на него не оказывал, но не секрет, что есть те, кто хочет препятствовать айтысу». Он также заявил, что не понимает чем вызваны обвинения в его адрес в «звёздной болезни» и «неспособности импровизировать» со стороны известного деятеля и организатора казахского айтыса Журсина Ермана.
В 2013 году в айтысе «Сүйер ұлың болса, сен сүй» в честь Толе би, Казыбек би и Айтеке би, после того, как в словесном поединке между Ринатом Заитовым, который выступил с резкой критикой власть имущих, и Меирбеком Султанхановым судьи присудили победу Султанханову, зрители выразили недовольство решением жюри. После получасового совещания, жюри объявило акынов «равными».
В конце 2018 года Ринат Заитов во время участия в айтысе «Алтын домбыра 2018» потребовал от министра культуры и спорта Казахстана Арыстанбека Мұхамедиулы переименовать города с русскими названиями Петропавловск и Павлодар и чтобы он донёс это до правительства и лично президента Казахстана. В конце состязания Ринат Заитов оказался на последнем месте, что вызвало гнев и недовольство зрителей. В течение 10 минут недовольные зрители выкрикивали имя Рината. После получасового совещания, жюри объявило победителем Заитова.

## Цитаты
Самое сложное то, что за те 20 лет (независимости) мы не сумели избавиться от рабского менталитета.
Казахстан независим только на бумаге. Причина этому — казахский народ и казахский язык не получили должной оценки.
Оригинальный текст (казах.)
- Ең қиыны сол. 20 жылда құлдық санадан бір серпіле алмадық-ау.
- Қазақстанның тәуелсіздігі қағаз жүзінде ғана деп ойлаймын. Оған себеп — қазақ ұлтының және қазақ тілінің тиісті бағасын алмағаны.

Есть патриотизм шала-казахов, которые заучивают несколько слов, чтобы устроиться на работу. Есть те, кто говорит «Я язык не знаю, но я патриот». Это — обманчивые (непостоянные) патриоты. Ибо твой первый документ — это твой язык.
Оригинальный текст (казах.)Жұмысқа кіру үшін, өтірік бір-екі сөз жаттап алатын шала қазақтардың патриотизмі болады. «Я язык не знаю, но я патриот» дейтіндер бар. Бұл — сайқал патриоттар. Өйткені, әуелгі төлқұжатың ол – тілің.

## Награды
- 2008 — Медаль «10 лет Астане»;
- 2018 — Нагрудный знак «Отличник культуры»;
- 2021 — Медаль «30 лет независимости Республики Казахстан»
- 2022 — Указом президента РК награжден орденом «Курмет»;